# Milestone Records
Milestone Records is een Amerikaans jazzlabel, opgericht in 1966 door Orrin Keepnews en Dick Katz in New York. 

## Geschiedenis
Het bedrijf werd gekocht door Fantasy Records in 1972. Sindsdien heeft het heruitgaven en nieuwe opnamen geproduceerd. Sonny Rollins en McCoy Tyner behoren tot de muzikanten die voor het label hebben opgenomen.
Milestone heeft vele historische jazz-opnamesessies opnieuw uitgegeven, waaronder de Jelly Roll Morton, King Oliver en de New Orleans Rhythm Kings-kanten gemaakt voor Gennett Records in de jaren 1920. Het label bracht ook bluesalbums uit, waarvan de meeste werden geproduceerd door Pete Welding. Ze omvatten Somebody Hoo-Doo'd The Hoo-Doo Man van Driftin' Slim & His Blues Band naast lp's van Mississippi Fred McDowell en Big Joe Williams.
Een ander bedrijf genaamd Milestone Records was eind jaren 1950 actief en bracht muziek uit van acts als The Jodimars en The Blue Jays. Dit label was eigendom van rockabilly-muzikant Werly Fairburn.